# Direitos LGBT na Jamaica
As pessoas lésbicas, gays, bissexuais e transgêneros (LGBT) na Jamaica, particularmente os homens, enfrentam problemas legais e sociais que não acontecem com pessoas que não são LGBT. A sodomia é punível com até dez anos de prisão. Por outro lado, a relação sexual entre mulheres é legal.
Foi descrita por alguns grupos de direitos humanos como o país mais homofóbico do mundo por causa do alto nível de crimes violentos contra pessoas LGBT. O Departamento de Estado dos Estados Unidos disse que em 2012, "a homofobia foi generalizada no país".